# Hasan Erbey
Hasan Erbey (* 21. September 1991 in İzmir) ist ein türkischer Fußballspieler.

## Karriere

### Verein
Erbey durchlief die Jugendvereine von Karşıyaka SK und Fenerbahçe Istanbul. Seit der Saison 2010/11 gehört er zum Profikader von Fenerbahçe Istanbul.
Sein Debüt in der Profimannschaft gab er am 27. Januar 2011 in der 89. Minute im türkischen Fußballpokal gegen Gençlerbirliği.
Er wurde seitdem an Vereine in der TFF 2. Lig bzw. TFF 3. Lig ausgeliehen. Zur Saison 2013/14 einigte er sich mit TKİ Tavşanlı Linyitspor.

### Nationalmannschaft
Erbey durchlief in der Zeit von 2006 bis 2009 die türkische U-15-, U-16-, U-17- und U-19-Nationalmannschaft.